# Maupihaa
Maupihaa (także: Mopelia) – mały atol na Oceanie Spokojnym, położony w archipelagu Wysp Towarzystwa.
Stanowi część rozległego terytorium Polinezji Francuskiej, należy do gminy Maupiti. Należy do grupy Wysp Pod Wiatrem, stanowiącej część archipelagu Wysp Towarzystwa. Lagunę wewnątrz atolu otacza pierścień rafy, od wschodu zamknięty przez niską, gęsto porośniętą roślinnością wyspę Motu Maupihaa; jest ona zamieszkana.